# Jamshid

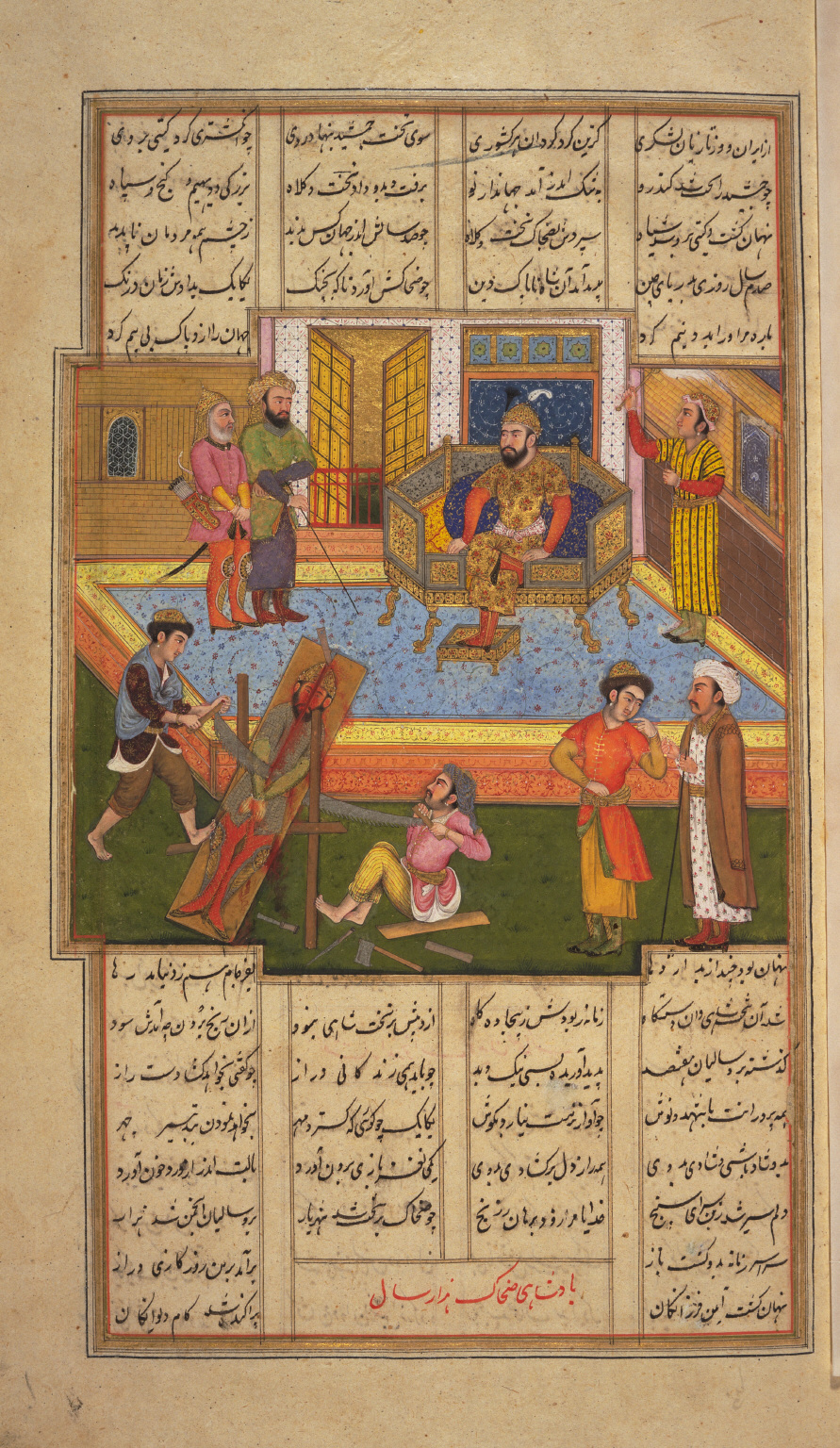
Ilustración persa que representa a Jamshid

Jamshid (en persa: جمشید, Jamshīd, persa medio y nuevo: جم, Jam, en avéstico: Yima) fue el cuarto Shah de la dinastía mitológica de Irán, según el Shahnamé.
En la mitología y el folklore persa, Jamshid se describe como el cuarto y más grande rey de la dinastía Pishdadian epigráficamente no comprobada (antes de la dinastía Kayanian). Este papel ya se alude en las escrituras zoroastrianas donde la figura aparece como el idioma Avestan Yima (-Kshaeta) "(radiante) Yima", y de donde se deriva el nombre 'Jamshid' .
Jamshid sigue siendo un nombre masculino iraní y zoroástrico común que también es popular en las áreas circundantes de Irán. Edward FitzGerald transcribió el nombre como Jamshyd. En las regiones orientales del Gran Irán, Asia Central y por los zoroastrianos del subcontinente indio, se representa como Jamshed.

## Etimología
El nombre Jamshid es originalmente un compuesto de dos partes, Jam y shid, que corresponden a los nombres de Avestan Yima y Xšaēta, derivados del proto-iraní Yamah Xšaitah. Yamah y el sánscrito Yama relacionado se interpretan como "el gemelo", tal vez reflejando una creencia indo-iraní en una pareja primordial de Yama y Yami. Mediante cambios de sonido regulares (y → j, y la pérdida de la sílaba final), una forma persa antigua equivalente a Avestan Yima se convirtió en Jam persa medio, que posteriormente continuó en persa nuevo.
También hay algunos paralelos funcionales entre Avestan Yima y Sánscrito Yama, por ejemplo, Yima era el hijo de Vivaŋhat, que a su vez corresponde al Védico Vivasvat, "el que brilla", una divinidad del Sol. Tanto Yamas en el mito iraní como indio protegen el infierno con la ayuda de dos perros de cuatro ojos.
Xšaitah significaba "brillante, brillante" o "radiante". Por cambios regulares de sonido (xš → š (sh); ai → ē; t → d entre vocales; y la caída de la sílaba final) * xšaitah se convirtió en persa shēd. En persa iraní, la vocal / ē / se pronuncia como / i /. En consecuencia, Jamshēd (como todavía se pronuncia en Afganistán y Tayikistán) ahora se pronuncia Jamshid en Irán. El sufijo -shid es el mismo que se encuentra en otros nombres como khorshid ("el Sol" de Avestan hvarə-xšaēta "Sol radiante"). El nombre turco moderno Cem se deriva del persa Jam.

## En la tradición y folklore

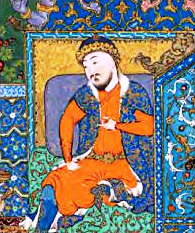
Jamshid retratado en el Shahnamé de Shah Tahmasp

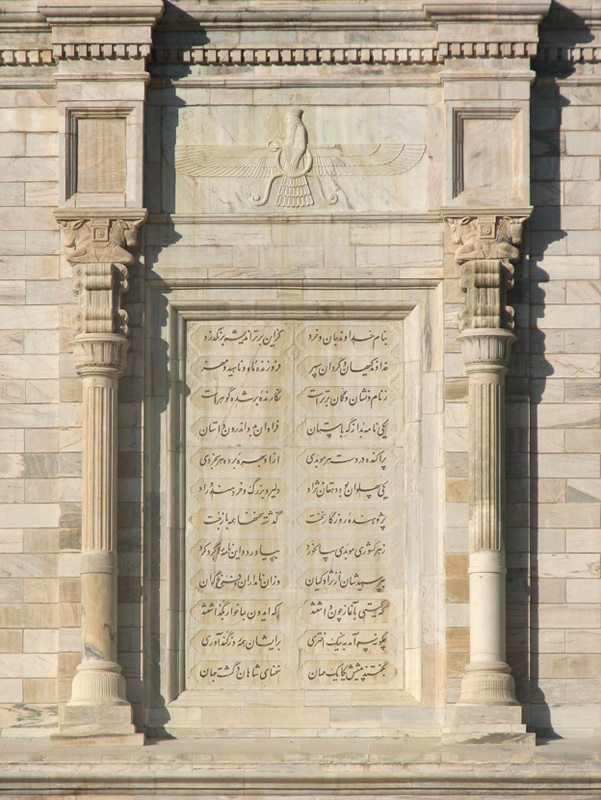
Tumba del poeta Ferdousí, con el Shahnamé escrito

## En las escrituras